# Gleiß
Zřícenina hradu Gleiß se nachází na skále u pravého břehu řeky Ybbs v obecní části Gleiß městyse Sonntagberg, vzdáleného 2,4 km severozápadně, v okrese Amstetten v rakouské spolkové zemi Dolní Rakousy.

## Historie
V roce 1458 prodal hrad Wolfgang z Wallsee Georgu Gailspeckerovi (z Gallspachu). Potom Eitzinger, jako majitel v roce 1500, prodal hrad Oswaldu Schirmerovi. V roce 1542 následoval baron Hofmann. V roce 1575 je majitelem Gottfried z Scherfenbergu a roku 1576 je znám jako majitel Daniel Strasser. Hrad v roce 1649 zobrazil na mědirytině Matthäus Merian (1593–1650). V té době je vlastníkem Geyer z Osterburgu. Poté následoval od roku 1665 asi do roku 1700 Montecuccoli. Do roku 1913 jsou hradními pány hrabata Orsini-Rosenberg, v letech 1718 až 1760 hrad zastavil baron z Hohenecku. V roce 1806 byl až do té doby hrad v dobrém stavu byl Francouzi vypálen. Poté již nebyl hrad znovu vybudován a byl ponechán osudu a chátral. Roku 1913 přichází baron Drasche-Martinsberg a stává se majitelem ruiny. V roce 1934 převzala ruinu korutanská společnost Montanindustrie.